# Llista de monuments de Matadepera
Llista de monuments de Matadepera inclosos en l'Inventari del Patrimoni Arquitectònic Català per al municipi de Matadepera (Vallés Occidental). Inclou els inscrits en el Registre de Béns Culturals d'Interès Nacional (BCIN) amb la classificació de monuments històrics, els Béns Culturals d'Interès Local (BCIL) de caràcter immoble i la resta de béns arquitectònics integrants del patrimoni cultural català.
| Monument                                                                 | Protecció   | Estil/època                           | Localització                                                           | Coordenades                                          | Codi?         | Imatge |
| ------------------------------------------------------------------------ | ----------- | ------------------------------------- | ---------------------------------------------------------------------- | ---------------------------------------------------- | ------------- | --- |
| Monestir de Sant Llorenç del Munt                                        | BCIN 158-MH | Romànic XI                            | Matadepera Cim de la Mola, accés des de Can Pobla                      | 41° 38′ 28″ N, 2° 01′ 05″ E / 41.641217°N,2.018050°E | RI-51-0000445 | Monestir de Sant Llorenç del Munt (Matadepera) · Vegeu més fotos d'aquest monument · Carregueu una nova foto d'aquest monument     |
| Ca l'Aldavert                                                            | BCIL 2009   | Eclecticisme XIX Final                | Matadepera C. Sant Joan, 28                                            | 41° 35′ 56″ N, 2° 01′ 42″ E / 41.598753°N,2.028275°E | IPA-27442     | Ca l'Aldavert (Matadepera) · Vegeu més fotos d'aquest monument · Carregueu una nova foto d'aquest monument                         |
| Can Torrella de Baix                                                     | BCIL 2009   | Obra popular XV, XX                   | Matadepera Ctra. de Terrassa a Talamanca, km 5                         | 41° 36′ 27″ N, 2° 00′ 42″ E / 41.607489°N,2.011741°E | IPA-27445     | Can Torrella de Baix (Matadepera) · Vegeu més fotos d'aquest monument · Carregueu una nova foto d'aquest monument                  |
| Torre de l'Àngel                                                         | BCIL 2009   | Modernisme XX Inici                   | Matadepera Ctra. de Talamanca, km 7                                    | 41° 37′ 43″ N, 1° 59′ 53″ E / 41.628743°N,1.997923°E | IPA-27446     | Carregueu una nova foto d'aquest monument                                                                                          |
| La Barata                                                                | BCIL 2009   | Obra popular XIV                      | Matadepera Ctra. de Terrassa a Talamanca, km 9                         | 41° 38′ 28″ N, 1° 59′ 26″ E / 41.641117°N,1.990581°E | IPA-27447     | La Barata (Matadepera) · Vegeu més fotos d'aquest monument · Carregueu una nova foto d'aquest monument                             |
| Can Ferrers de Baix                                                      | BCIL 2009   | Obra popular XIV                      | Matadepera Urbanització les Pedritxes                                  | 41° 36′ 53″ N, 2° 00′ 12″ E / 41.614759°N,2.003299°E | IPA-27449     | Carregueu una nova foto d'aquest monument                                                                                          |
| Església de Sant Joan Baptista                                           | BCIL 2009   | Obra popular XIII, XVIII              | Matadepera Can Roure                                                   | 41° 36′ 33″ N, 2° 00′ 20″ E / 41.609116°N,2.005451°E | IPA-27450     | Església de Sant Joan Baptista (Matadepera) · Vegeu més fotos d'aquest monument · Carregueu una nova foto d'aquest monument        |
| L'Hotel, o Residència Els Roures                                         | BCIL 2009   | Noucentisme XX Mitjan                 | Matadepera C. Sant Isidre, 35 - pl. Cal Baldiró, 8                     | 41° 35′ 56″ N, 2° 01′ 37″ E / 41.598946°N,2.027024°E | IPA-27451     | L'Hotel (Matadepera) · Vegeu més fotos d'aquest monument · Carregueu una nova foto d'aquest monument                               |
| Torre Raventós, Torre Raventós-Coderch                                   | BCIL 2009   | Darreres tendències XX Mitjan         | Matadepera C. Ricard Marlet, 30                                        | 41° 35′ 51″ N, 2° 01′ 47″ E / 41.597370°N,2.029717°E | IPA-27453     | Torre Raventós (Matadepera) · Vegeu més fotos d'aquest monument · Carregueu una nova foto d'aquest monument                        |
| Antigues escoles, edificis del Parc de Bombers i de la Policia Municipal | BCIL 2009   | XX                                    | Matadepera Ctra. de Terrassa - C. Joan Paloma                          | 41° 35′ 50″ N, 2° 01′ 34″ E / 41.59714°N,2.02610°E   | IPA-27454     | Antigues escoles (Matadepera) · Vegeu més fotos d'aquest monument · Carregueu una nova foto d'aquest monument                      |
| Església parroquial de Sant Joan                                         | BCIL 2009   | Historicisme XX Inici                 | Matadepera C. Sant Joan, 42 - pl. Mossèn Jaume Torras                  | 41° 35′ 57″ N, 2° 01′ 41″ E / 41.599202°N,2.028037°E | IPA-27455     | Església parroquial de Sant Joan (Matadepera) · Vegeu més fotos d'aquest monument · Carregueu una nova foto d'aquest monument      |
| Mas Bofí                                                                 | BCIL 2009   | Obra popular XI                       | Matadepera Parc Natural de Sant Llorenç del Munt                       | 41° 38′ 48″ N, 1° 59′ 58″ E / 41.646777°N,1.999314°E | IPA-34310     | Carregueu una nova foto d'aquest monument                                                                                          |
| Can Ferrers de Dalt                                                      | BCIL 2009   | Obra popular XV                       | Matadepera Urbanització les Pedritxes, c. Mas Sallés, 26               | 41° 37′ 00″ N, 1° 59′ 58″ E / 41.61662°N,1.99939°E   | IPA-34311     | Carregueu una nova foto d'aquest monument                                                                                          |
| Can Gorina                                                               | BCIL 2009   | Obra popular XVI                      | Matadepera C. Camí Font de la Tartana, 48                              | 41° 36′ 27″ N, 2° 01′ 45″ E / 41.60762°N,2.02914°E   | IPA-34314     | Can Gorina (Matadepera) · Vegeu més fotos d'aquest monument · Carregueu una nova foto d'aquest monument                            |
| Can Pèlacs                                                               | BCIL 2009   | Obra popular XVI-XX                   | Matadepera Parc natural de Sant Llorenç de Munt i l'Obac               | 41° 38′ 39″ N, 2° 00′ 02″ E / 41.64418°N,2.00056°E   | IPA-34315     | Can Pèlacs (Matadepera) · Vegeu més fotos d'aquest monument · Carregueu una nova foto d'aquest monument                            |
| Can Roure                                                                | BCIL 2009   | Obra popular XIII                     | Matadepera Polígon les Pedritxes                                       | 41° 36′ 29″ N, 2° 00′ 26″ E / 41.60817°N,2.00719°E   | IPA-34317     | Carregueu una nova foto d'aquest monument                                                                                          |
| Mas Cellers, Sellers, Cellés o Selles                                    | BCIL 2009   | Obra popular XV                       | Matadepera C. de les Pedritxes, Urbanització les Pedritxes             | 41° 36′ 55″ N, 2° 00′ 07″ E / 41.61540°N,2.00206°E   | IPA-34318     | Carregueu una nova foto d'aquest monument                                                                                          |
| Can Solà del Pla                                                         | BCIL 2009   | Obra popular XIV                      | Matadepera C. Can Solà del Pla, 7                                      | 41° 36′ 54″ N, 2° 00′ 49″ E / 41.61498°N,2.01348°E   | IPA-34319     | Can Solà del Pla (Matadepera) · Vegeu més fotos d'aquest monument · Carregueu una nova foto d'aquest monument                      |
| Can Solà del Racó                                                        | BCIL 2009   | Obra popular XIV                      | Matadepera Urbanització Can Solà del Racó, camí Font de la Tartana     | 41° 36′ 41″ N, 2° 01′ 57″ E / 41.61149°N,2.03261°E   | IPA-34320     | Can Solà del Racó (Matadepera) · Vegeu més fotos d'aquest monument · Carregueu una nova foto d'aquest monument                     |
| Can Pobla                                                                | BCIL 2009   | Historicisme, modernisme XX           | Matadepera Parc Natural de Sant Llorenç del Munt                       | 41° 38′ 11″ N, 2° 01′ 00″ E / 41.63641°N,2.01660°E   | IPA-34321     | Can Pobla (Matadepera) · Vegeu més fotos d'aquest monument · Carregueu una nova foto d'aquest monument                             |
| Can Torres                                                               | BCIL 2009   | Obra popular XVII                     | Matadepera Camí de Can Torres                                          | 41° 37′ 16″ N, 2° 01′ 44″ E / 41.62120°N,2.02875°E   | IPA-34322     | Carregueu una nova foto d'aquest monument                                                                                          |
| Can Vinyers                                                              | BCIL 2009   | Obra popular XV                       | Matadepera C. de Pompeu Fabra - Camp de golf municipal                 | 41° 35′ 58″ N, 2° 01′ 54″ E / 41.59934°N,2.03171°E   | IPA-34324     | Can Vinyers (Matadepera) · Vegeu més fotos d'aquest monument · Carregueu una nova foto d'aquest monument                           |
| Torre Salvans                                                            | BCIL 2009   | Historicisme XX                       | Matadepera Prop dels Plans de la Barata                                | 41° 38′ 17″ N, 1° 59′ 30″ E / 41.63815°N,1.99158°E   | IPA-34325     | Torre Salvans (Matadepera) · Vegeu més fotos d'aquest monument · Carregueu una nova foto d'aquest monument                         |
| Forn de calç del camí de Pèlags                                          |             | Obra popular                          | Matadepera                                                             | 41° 38′ 28″ N, 1° 59′ 37″ E / 41.641°N,1.99358°E     | IPA-41590     | Carregueu una nova foto d'aquest monument                                                                                          |
| Forn de calç del Corcola                                                 |             | Obra popular XIX-XX                   | Matadepera Camí sobre Can Solà del Racó                                | 41° 36′ 35″ N, 2° 02′ 03″ E / 41.6097°N,2.0343°E     | IPA-42216     | Carregueu una nova foto d'aquest monument                                                                                          |
| Forn de calç del camí d'en Girabau                                       |             | Obra popular XIX-XX                   | Matadepera Camí sobre Can Solà del Racó                                | 41° 36′ 44″ N, 2° 02′ 02″ E / 41.61219°N,2.03377°E   | IPA-42217     | Carregueu una nova foto d'aquest monument                                                                                          |
| Forn de calç d'en Ton                                                    |             | Obra popular XIX-XX                   | Matadepera Camí sobre Can Solà del Racó                                | 41° 36′ 37″ N, 2° 02′ 07″ E / 41.61027°N,2.03535°E   | IPA-42218     | Carregueu una nova foto d'aquest monument                                                                                          |
| Colomar de Can Garrigosa                                                 |             | Obra popular                          | Matadepera Pista al paratge de Can Garrigosa                           | 41° 38′ 11″ N, 2° 00′ 06″ E / 41.636493°N,2.001698°E | IPA-46056     | Carregueu una nova foto d'aquest monument                                                                                          |
| Can Robert                                                               | BCIL 2009   | XVII                                  | Matadepera                                                             | 41° 38′ 00″ N, 2° 00′ 17″ E / 41.63326°N,2.00471°E   | IPA-49444     | Carregueu una nova foto d'aquest monument                                                                                          |
| La Mateta                                                                | BCIL 2009   | XIX                                   | Matadepera                                                             | 41° 36′ 33″ N, 2° 00′ 24″ E / 41.609245°N,2.006796°E | IPA-49445     | La Mateta (Matadepera) · Vegeu més fotos d'aquest monument · Carregueu una nova foto d'aquest monument                             |
| Cal Marcet                                                               | BCIL 2009   | XIX                                   | Matadepera C. Sant Joan, 6                                             | 41° 35′ 54″ N, 2° 01′ 45″ E / 41.59828°N,2.02914°E   | IPA-49446     | Cal Marcet (Matadepera) · Vegeu més fotos d'aquest monument · Carregueu una nova foto d'aquest monument                            |
| Casa Andreu Vidal                                                        | BCIL 2009   | Eclecticisme Bonaventura Bassegoda XX | Matadepera C. Sant Llorenç, 71                                         | 41° 36′ 05″ N, 2° 01′ 28″ E / 41.60148°N,2.02444°E   | IPA-49447     | Casa Andreu Vidal (Matadepera) · Vegeu més fotos d'aquest monument · Carregueu una nova foto d'aquest monument                     |
| Torres Jaume Rocabert                                                    | BCIL 2009   | XX                                    | Matadepera Av. Josep Porcar, 29                                        | 41° 35′ 51″ N, 2° 01′ 31″ E / 41.59759°N,2.02530°E   | IPA-49449     | Torres Jaume Rocabert (Matadepera) · Vegeu més fotos d'aquest monument · Carregueu una nova foto d'aquest monument                 |
| Villa Engràcia                                                           | BCIL 2009   | XX                                    | Matadepera Pg. Àngel Guimerà, 64                                       | 41° 36′ 07″ N, 2° 01′ 32″ E / 41.60185°N,2.02546°E   | IPA-49450     | Villa Engràcia (Matadepera) · Vegeu més fotos d'aquest monument · Carregueu una nova foto d'aquest monument                        |
| Torre F. Ballbè                                                          | BCIL 2009   | XX                                    | Matadepera Camí Font de la Tartana, 1                                  | 41° 36′ 17″ N, 2° 01′ 23″ E / 41.60469°N,2.02315°E   | IPA-49451     | Torre F. Ballbè (Matadepera) · Vegeu més fotos d'aquest monument · Carregueu una nova foto d'aquest monument                       |
| Torre Concepció Tugas                                                    | BCIL 2009   | XX                                    | Matadepera C. Ramon Llull, 18                                          | 41° 36′ 16″ N, 2° 01′ 24″ E / 41.60446°N,2.02330°E   | IPA-49452     | Torre Concepció Tugas (Matadepera) · Vegeu més fotos d'aquest monument · Carregueu una nova foto d'aquest monument                 |
| Torres Neus Guadall                                                      | BCIL 2009   | XX                                    | Matadepera C. Sant Joan, 7-9                                           | 41° 35′ 54″ N, 2° 01′ 44″ E / 41.59823°N,2.02898°E   | IPA-49453     | Torres Neus Guadall (Matadepera) · Vegeu més fotos d'aquest monument · Carregueu una nova foto d'aquest monument                   |
| Torre Vallhonrat                                                         | BCIL 2009   | XX                                    | Matadepera C. Gaietà Vallès, 12                                        | 41° 36′ 25″ N, 2° 01′ 06″ E / 41.60681°N,2.01838°E   | IPA-49454     | Torre Vallhonrat (Matadepera) · Vegeu més fotos d'aquest monument · Carregueu una nova foto d'aquest monument                      |
| Torre J. Fernández                                                       | BCIL 2009   | XX                                    | Matadepera C. Marc Comerma, 3                                          | 41° 36′ 26″ N, 2° 01′ 05″ E / 41.60734°N,2.01793°E   | IPA-49455     | Torre J. Fernández (Matadepera) · Vegeu més fotos d'aquest monument · Carregueu una nova foto d'aquest monument                    |
| Torre Onandia                                                            | BCIL 2009   | XX                                    | Matadepera Pg. Àngel Guimerà, 77                                       | 41° 36′ 07″ N, 2° 01′ 30″ E / 41.60187°N,2.02497°E   | IPA-49456     | Torre Onandia (Matadepera) · Vegeu més fotos d'aquest monument · Carregueu una nova foto d'aquest monument                         |
| Torre Celestino Manent                                                   | BCIL 2009   | XX                                    | Matadepera Ctra. de Terrassa, 49                                       | 41° 35′ 46″ N, 2° 01′ 32″ E / 41.59621°N,2.02545°E   | IPA-49458     | Torre Celestino Manent (Matadepera) · Vegeu més fotos d'aquest monument · Carregueu una nova foto d'aquest monument                |
| Torre Guillermina Gessi                                                  | BCIL 2009   | XX                                    | Matadepera Pg. Àngel Guimerà, 56                                       | 41° 36′ 05″ N, 2° 01′ 35″ E / 41.60132°N,2.02631°E   | IPA-49459     | Torre Guillermina Gessi (Matadepera) · Vegeu més fotos d'aquest monument · Carregueu una nova foto d'aquest monument               |
| Torre J. Garriga                                                         | BCIL 2009   | XX                                    | Matadepera Pg. Àngel Guimerà, 36                                       | 41° 36′ 01″ N, 2° 01′ 41″ E / 41.60017°N,2.02801°E   | IPA-49460     | Torre J. Garriga (Matadepera) · Vegeu més fotos d'aquest monument · Carregueu una nova foto d'aquest monument                      |
| Torre J. Ballbè-Molins                                                   | BCIL 2009   | XX                                    | Matadepera Ctra. Sabadell, 1-3                                         | 41° 35′ 52″ N, 2° 01′ 49″ E / 41.59785°N,2.03016°E   | IPA-49461     | Torre J. Ballbè-Molins (Matadepera) · Vegeu més fotos d'aquest monument · Carregueu una nova foto d'aquest monument                |
| Torre J. Ventalló                                                        | BCIL 2009   | XX                                    | Matadepera C. Josep Pla, 2                                             | 41° 36′ 11″ N, 2° 01′ 39″ E / 41.603047°N,2.027415°E | IPA-49462     | Torre J. Ventalló (Matadepera) · Vegeu més fotos d'aquest monument · Carregueu una nova foto d'aquest monument                     |
| Torre Eduard Noguera                                                     | BCIL 2009   | XX                                    | Matadepera C. Poeta Maragall, 1                                        | 41° 36′ 10″ N, 2° 01′ 41″ E / 41.60277°N,2.02802°E   | IPA-49463     | Torre Eduard Noguera (Matadepera) · Vegeu més fotos d'aquest monument · Carregueu una nova foto d'aquest monument                  |
| Torre Matarí                                                             | BCIL 2009   | XX                                    | Matadepera C. Gaietà Vallès, 3                                         | 41° 36′ 26″ N, 2° 01′ 02″ E / 41.60729°N,2.01728°E   | IPA-49464     | Torre Matarí (Matadepera) · Vegeu més fotos d'aquest monument · Carregueu una nova foto d'aquest monument                          |
| Badia                                                                    | BCIL 2009   | XX                                    | Matadepera C. Francesc Badia, 1                                        | 41° 36′ 28″ N, 2° 01′ 04″ E / 41.60766°N,2.01779°E   | IPA-49466     | Badia (Matadepera) · Vegeu més fotos d'aquest monument · Carregueu una nova foto d'aquest monument                                 |
| Can Duran                                                                | BCIL 2009   | XX                                    | Matadepera Camí Can Duran, 7 i 8                                       | 41° 36′ 06″ N, 2° 01′ 49″ E / 41.60158°N,2.030276°E  | IPA-49467     | Can Duran (Matadepera) · Vegeu més fotos d'aquest monument · Carregueu una nova foto d'aquest monument                             |
| Cal Raurell                                                              | BCIL 2009   | XX                                    | Matadepera C. Pere Raurell, 6                                          | 41° 36′ 08″ N, 2° 01′ 43″ E / 41.60210°N,2.02863°E   | IPA-49468     | Cal Raurell (Matadepera) · Vegeu més fotos d'aquest monument · Carregueu una nova foto d'aquest monument                           |
| Torredemer                                                               | BCIL 2009   | XX                                    | Matadepera Camí de la Font de la Tartana, 22-32                        | 41° 36′ 23″ N, 2° 01′ 36″ E / 41.60629°N,2.02677°E   | IPA-49469     | Torredemer (Matadepera) · Vegeu més fotos d'aquest monument · Carregueu una nova foto d'aquest monument                            |
| Conjunt de cases Maria del Carme Sala                                    | BCIL 2009   | XX                                    | Matadepera Ctra. de Terrassa, 38-58                                    | 41° 35′ 42″ N, 2° 01′ 28″ E / 41.59510°N,2.02437°E   | IPA-49470     | Conjunt de cases Maria del Carme Sala (Matadepera) · Vegeu més fotos d'aquest monument · Carregueu una nova foto d'aquest monument |
| Torredemer al carrer Gaudí                                               | BCIL 2009   | XX                                    | Matadepera C. Gaudí, 9 i 12-18                                         | 41° 36′ 07″ N, 2° 01′ 34″ E / 41.60204°N,2.02611°E   | IPA-49471     | Torredemer al carrer Gaudí (Matadepera) · Vegeu més fotos d'aquest monument · Carregueu una nova foto d'aquest monument            |
| Conjunt de cases Ignàsia Riu                                             | BCIL 2009   | XX                                    | Matadepera C. Sant Ignasi, 34-44 i 37-45                               | 41° 36′ 05″ N, 2° 01′ 19″ E / 41.60132°N,2.02201°E   | IPA-49473     | Conjunt de cases Ignàsia Riu (Matadepera) · Vegeu més fotos d'aquest monument · Carregueu una nova foto d'aquest monument          |
| Conjunt de cases de la Muntanyeta                                        | BCIL 2009   | XX                                    | Matadepera C. Poeta Maragall, 35-45                                    | 41° 36′ 16″ N, 2° 01′ 40″ E / 41.60436°N,2.02788°E   | IPA-49474     | Conjunt de cases de la Muntanyeta (Matadepera) · Vegeu més fotos d'aquest monument · Carregueu una nova foto d'aquest monument     |
| Trull de Cal Motxu                                                       | BCIL 2009   | XIX                                   | Matadepera C. Sant Isidre, 24                                          | 41° 35′ 56″ N, 2° 01′ 36″ E / 41.59897°N,2.02671°E   | IPA-49476     | ] |
| Cal Gabriel Ribó                                                         | BCIL 2009   | XVIII                                 | Matadepera C. Sant Joan, 56                                            | 41° 35′ 58″ N, 2° 01′ 38″ E / 41.59945°N,2.02726°E   | IPA-49477     | Cal Gabriel Ribó (Matadepera) · Vegeu més fotos d'aquest monument · Carregueu una nova foto d'aquest monument                      |
| Cal Gamell, antic Hostal de la Marieta                                   | BCIL 2009   | XVIII                                 | Matadepera C. Sant Joan, 58                                            | 41° 35′ 58″ N, 2° 01′ 38″ E / 41.59949°N,2.02720°E   | IPA-49478     | Cal Gamell (Matadepera) · Vegeu més fotos d'aquest monument · Carregueu una nova foto d'aquest monument                            |
| Cal Pere Ribó                                                            | BCIL 2009   | XVIII                                 | Matadepera C. Sant Joan, 60                                            | 41° 35′ 58″ N, 2° 01′ 38″ E / 41.59955°N,2.02711°E   | IPA-49479     | Cal Pere Ribó (Matadepera) · Vegeu més fotos d'aquest monument · Carregueu una nova foto d'aquest monument                         |
| Casa Assumpció Ribó, Restaurant Cal Madu                                 | BCIL 2009   | XVIII                                 | Matadepera C. Sant Joan, 61                                            | 41° 35′ 57″ N, 2° 01′ 39″ E / 41.59930°N,2.02737°E   | IPA-49480     | Casa Assumpció Ribó (Matadepera) · Vegeu més fotos d'aquest monument · Carregueu una nova foto d'aquest monument                   |
| La Balma, Restaurant Cal Madu                                            | BCIL 2009   | XVIII                                 | Matadepera C. Sant Joan, 63                                            | 41° 35′ 58″ N, 2° 01′ 38″ E / 41.59934°N,2.02731°E   | IPA-49481     | La Balma (Matadepera) · Vegeu més fotos d'aquest monument · Carregueu una nova foto d'aquest monument                              |
| Sant Honoré Cafeteria                                                    | BCIL 2009   | XVIII                                 | Matadepera C. Sant Joan, 65                                            | 41° 35′ 58″ N, 2° 01′ 38″ E / 41.59940°N,2.02723°E   | IPA-49482     | Sant Honoré Cafeteria (Matadepera) · Vegeu més fotos d'aquest monument · Carregueu una nova foto d'aquest monument                 |
| Forn de calç de Can Bofí                                                 |             | Obra popular                          | Matadepera                                                             | 41° 38′ 49″ N, 2° 00′ 07″ E / 41.64705°N,2.00183°E   | IPA-50852     | Carregueu una nova foto d'aquest monument                                                                                          |
| Forn de calç del canal de la Coma de l'Abella                            |             | Obra popular                          | Matadepera                                                             | 41° 38′ 27″ N, 2° 00′ 35″ E / 41.6409°N,2.0098°E     | IPA-50854     | Carregueu una nova foto d'aquest monument                                                                                          |
| Font de la Tartana                                                       |             | Obra popular                          | Matadepera Camí de la Font de la Tartana, a tocar de Can Solà del Racó | 41° 36′ 43″ N, 2° 01′ 55″ E / 41.61194°N,2.03205°E   | IPA-53124     | Font de la Tartana (Matadepera) · Vegeu més fotos d'aquest monument · Carregueu una nova foto d'aquest monument                    |